# Mercedes-Benz S-klasa
Mercedes-Benz S-klasa pripada najvišem razredu velikoserijskih automobila, a glavnu konkurenciju ovom modelu čine BMW serije 7, Audi A8, VW Phaeton i Jaguar XJ – type.
S ovim modelom, Mercedes nastoji kupcima ponuditi komfor na najvišoj razini, a kako bi u tome uspio, uložene su velike količine novaca, vremena i znanja u razvoj tog modela. Trenutno je S-klasa tehnološki najnapredniji automobil na svijetu i samo ga BMW sa serijom 7 uspijeva pratiti u stopu. Ono čime se S klasa posebno ističe je sigurnosni sustav koji predviđa neizbježni sudar (Pre-safe) te automobil dovodi u stanje najmanjeg rizika za ozljede putnika. Također, tu je i napredni sustav infracrvenog radara koji u noćnoj vožnji povećava vidljivost prikazivanjem digitalne slike na zaslonu automobila i time ukazuje na skrivene opasnosti na cesti. 

## Magic Body Control
Najnovija S klasa ima takozvani Magic Body Control, koji je izmišljen od strane Mercedesa i po prvi puta ugrađen u automobile.  Uloga Magic Body Controla je da osigura maksimalnu udobnost, neovisno da li se vozite po ravnoj cesti, ili onoj koja obiluje neravninama. Sistem se sastoji od stereo kamere koja analizira cestu ispred automobila, a zatim dobivene podatke šalje kontrolnoj jedinici koja na osnovu njih automatski podešava rad amortizera. Osim toga, MBC po potrebi može povisiti karoseriju do 40mm, a Mercedes tvrdi da stabilizira automobil i prilikom naleta jakih vjetrova jer ga automatski održava u svojoj traci. Sve promjene koje vrši Magic Body Control se, kako kažu u Mercedesu, dešavaju u par sekundi i putnici uopće ne primjećuju njegov rad. 

## Modeli

### Prva generacija
Prva generacija, model W116, se proizvodio od 1972. – 1980. godine.

### Druga generacija
Druga generacija, model W126, se proizvodio od 1979. – 1991. godine.

### Treća generacija
Treća generacija, model W140, se proizvodio od 1991. – 1998. godine.

### Četvrta generacija
Četvrta generacija, model W220, se proizvodio od 1998. – 2005. godine.

### Peta generacija
Peta generacija, model W221, se proizvodio se od 2005. – 2013. godine.

### Šesta generacija
Šesta generacija, model W222, se proizvodi od 2013. godine.